# 美郷町立美郷南学園
美郷町立美郷南学園（みさとちょうりつ みさとみなみがくえん）は、宮崎県東臼杵郡美郷町にある公立の施設一体型幼小中一貫校。

## 概要
美郷町立南郷幼稚園、美郷町立南郷小学校、美郷町立南郷中学校がひとつの施設にあり、運動場・体育館等を共用している。小学校・中学校の職員が乗り入れ授業を行ったり、異学年の間でも合同授業が行われている。
- 児童生徒数: 120名
- 職員数: 29名
（平成28年度 現在）[2]

## 教育方針
教育目標
「生涯にわたって自分の力で学び、豊かに生活できる南郷っ子の育成」

## 沿革

### 美郷南学園
- 2010年（平成22年）5月 - 一般募集していた校名と愛称が、それぞれ「南郷」（幼稚園・小学校・中学校）、「美郷南学園」に決定[3]。
- 2011年（平成23年）
  - 4月1日 - 南郷幼稚園、南郷小学校、南郷中学校を幼小中一貫校とした「美郷町立美郷南学園」を設立。
  - 7月 - 武道場が完成。
- 2012年（平成24年）
  - 3月 - 給食センターが完成。
  - 8月 - NHK全国学校音楽コンクール宮崎県大会中学校の部にて銅賞を受賞。
- 2013年（平成25年）11月 - 美郷町小中一貫教育フォーラムを開催。

### 南郷幼稚園
- 2011年（平成23年）4月1日 - 「美郷町立南郷幼稚園」を創立し、南郷中学校の敷地に校舎を新設。

### 南郷小学校
- 2011年（平成23年）4月1日 - 水清谷小学校、神門小学校、鬼神野小学校、渡川小学校を統合した「美郷町立南郷小学校」を創設し、南郷中学校の敷地に校舎を新設。

### 南郷中学校
- 1947年（昭和22年）4月 - 「南郷村立南郷中学校」を設立。渡川分校を併設。
- 1954年（昭和29年）3月31日 - 渡川分校を廃止。
- 1948年（昭和23年）3月 - 南郷村立南郷青年学校を廃止。
- 1963年（昭和38年）3月 - 屋内体育館が竣工。
- 1968年（昭和43年）2月 - 新校舎が竣工（第Ⅰ期）。
- 1969年（昭和44年）1月 - 新校舎が竣工（第Ⅱ期）。
- 1980年（昭和55年）3月 - 武道館が竣工。
- 1994年（平成6年）2月 -  新体育館落成式を挙行。
- 1996年（平成8年）10月 - 創立50周年記念式典を挙行。
- 2005年（平成17年）3月 - 南郷村立渡川中学校を本校に統合。
- 2006年（平成18年）1月1日 - 美郷町の発足により、「美郷町立南郷中学校」に改称。

一般募集していた校名が「南郷」に決定したため、幼小中一貫校となっても本校名はそのままで、改称していない。

### 前身校

#### 水清谷小学校
みずしだに・しょうがっこう / 宮崎県東臼杵郡美郷町南郷水清谷180番地（北緯32度23分44.9秒 東経131度22分1秒 / 北緯32.395806度 東経131.36694度）
- 1872年（明治5年）11月 - 庄屋跡に「水清谷簡易小学校」として創立。
- 1876年（明治9年）8月 - 「第47番小学区水清谷小学校」の認可を受ける。
- 1891年（明治24年） - 「水清谷尋常小学校」に改称。
- 1914年（大正3年）7月 - 農業補習学校を併設。
- 1927年（昭和2年）11月 - 校舎を現在地に移転し増築。
- 1939年（昭和14年）4月 - 高等科を設置し、「水清谷尋常高等小学校」に改称。
- 1941年（昭和16年）4月1日 - 国民学校令の施行により、「水清谷国民学校」に改称。
- 1947年（昭和22年）4月1日 - 学制改革（六・三制の実施）により、「南郷村立水清谷小学校」に改称。
- 1967年（昭和42年）2月 - 完全給食を開始。
- 1973年（昭和48年）9月 - 創立100周年記念式典を挙行。
- 2006年（平成18年）1月1日 - 美郷町の発足により、「美郷町立水清谷小学校」に改称。
- 2008年（平成20年）3月 - 自校給食から親子方式給食へ移行。
- 2009年（平成21年）7月 - 閉校式準備委員会を発足。
- 2011年（平成23年）3月 - 南郷小学校への統合により、閉校。

#### 神門小学校
みかど・しょうがっこう / 宮崎県東臼杵郡美郷町南郷神門1番地（北緯32度23分8.9秒 東経131度20分0.2秒 / 北緯32.385806度 東経131.333389度）
- 1872年（明治5年）8月 - 神門神社に「神門小学校」を設立。
- 1941年（昭和16年）4月1日 - 国民学校令の施行により、「神門国民学校」に改称。
- 1947年（昭和22年）5月 - 学制改革（六・三制の実施）により、「南郷村立神門小学校」に改称。
- 1948年（昭和23年）4月 - 西郷村立山瀬小学校又江分校が南郷村立神門小学校の分校となる。
- 1965年（昭和40年）3月 - 校章・校旗・校歌を制定。
- 1972年（昭和47年）3月 - 又江分校が本校に統合。
- 1978年（昭和52年）11月 - 交通安全優良校として県知事表彰を受ける。
- 1989年（平成元年）3月 - 創立115周年記念式典を挙行。
- 2006年（平成18年）1月1日 - 美郷町の発足により、「美郷町立神門小学校」に改称。
- 2011年（平成23年）3月 - 南郷小学校への統合により、閉校。

#### 鬼神野小学校
きじの・しょうがっこう / 宮崎県東臼杵郡美郷町南郷鬼神野2207番地（北緯32度22分56.6秒 東経131度18分7.9秒 / 北緯32.382389度 東経131.302194度）
- 1875年（明治8年）11月 - 「鹿児島管内第５大学区50番小学校」として創立。
- 1886年（明治19年） - 宮崎県令甲第20号により、「東臼杵郡8番学区鬼神野簡易小学校」に改称。
- 1892年（明治25年） - 宮崎県令第20号により、「尋常鬼神野小学校」に改称。
- 1941年（昭和16年）4月1日 - 国民学校令の施行により、「鬼神野国民学校」に改称。
- 1947年（昭和22年）4月1日 -  学制改革（六・三制の実施）により、「南郷村立鬼神野小学校」に改称。
- 2006年（平成18年）1月1日 - 美郷町の発足により、「美郷町立鬼神野小学校」に改称。
- 2011年（平成23年）3月 - 南郷小学校への統合により、閉校。

#### 渡川小学校
どがわ・しょうがっこう / 宮崎県東臼杵郡美郷町南郷上渡川3057番地（北緯32度20分53.1秒 東経131度16分42.5秒 / 北緯32.348083度 東経131.278472度）
- 1875年（明治8年）3月 - 南郷村大字渡川平城の一民家を校舎として創立。
- 1890年（明治23年）3月 - 「渡川尋常小学校」に改称。
- 1928年（昭和3年）1月 - 中渡川分教場を併合。
- 1941年（昭和16年）4月1日 - 国民学校令の施行により、「渡川国民学校」に改称。
- 1947年（昭和22年）4月1日 -  学制改革（六・三制の実施）により、「南郷村立渡川小学校」に改称。
- 1957年（昭和32年）3月 - 校歌を制定。
- 1973年（昭和48年）11月 - 創立百年祭を行う。
- 1984年（昭和59年）11月 -　健康優良学校の県一位として中央表彰（東京）を受ける。
- 1992年（平成4年）3月 - 渡川民具資料館を設置。
- 2000年（平成12年）10月 - 第1回渡川小中学校合同文化祭を実施。
- 2006年（平成18年）1月1日 - 美郷町の発足により、「美郷町立渡川小学校」に改称。
- 2007年（平成19年）4月 - 小中一貫教育特区の指定を受ける。
- 2008年（平成20年）4月 - 小中一貫教育（美郷科、英会話科）を実施。鬼神野小学校との親子給食方式が始まる。
- 2009年（平成21年）4月 - 教育課程特例校の認定を受ける。
- 2011年（平成23年）3月 - 南郷小学校への統合により、閉校。

#### 渡川中学校
どがわ・ちゅうがっこう / 宮崎県東臼杵郡美郷町南郷上渡川727番地（北緯32度20分47.7秒 東経131度16分0.9秒 / 北緯32.346583度 東経131.266917度）
- 1947年（昭和22年）5月 - 南郷村立南郷中学校の分校として、「渡川分校」を開校。
- 1954年（昭和29年）4月1日 - 渡川分校を廃止し、「南郷村立渡川中学校」として独立。
- 1978年（昭和53年）11月 - 創立25周年記念事業。
- 1980年（昭和55年）
  - 1月 - 学校給食優良校（県教育長）として表彰される。
  - 11月 - 学校給食優良校（文部大臣賞）として表彰される。
- 2005年（平成17年）3月 - 南郷中学校への統合により、廃止。

## 通学区域
- 南郷全域（小学校区・中学校区）[7]

## 交通
最寄りの鉄道駅
JR日豊本線 日向市駅より38.8km（車50分）
最寄りのバス停
宮崎交通バス 日向市駅東口から「神門」行き 「神門学校前」バス停より210m（徒歩2分）
最寄りの道路
国道388号